# Creu votiva (l'Estany)
La Creu votiva és una obra barroca de l'Estany (Moianès) inclosa a l'Inventari del Patrimoni Arquitectònic de Catalunya.

## Descripció
Creu de pedra situada davant la façana principal de l'església de l'Estany. Procedeix de l'antic cementiri. Col·locada sobre un pòdium quadrat de pedra i recolzada en un petit dau, s'aixeca un fust de petites dimensions coronat per un bloc de pedra de forma romboïdal que presenta a les seves cares diferents motius bíblics, com la crucifixió i el martiri, de factura molt simple i tosca.

## Història
Segons notícies de Mn. Aureli, titular de l'actual parròquia, aquesta creu és el testimoni de l'existència d'un antic fossar comú que desaparegué en realitzar les obres de l'església del monestir.